# 国沢新兵衛

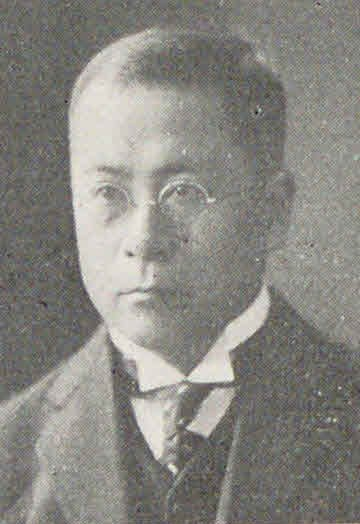
国沢新兵衛

国沢 新兵衛（くにさわ しんべえ、旧字体：國澤 新兵衞、1864年12月21日（元治元年11月23日） - 1953年（昭和28年）11月26日）は、日本の鉄道官僚、実業家、政治家。工学博士（1915年（大正4年））。南満洲鉄道理事長、衆議院議員、日本通運初代社長。兄は洋画家の国沢新九郎。

## 経歴
土佐藩士・国沢四郎右衛門好古の子として江戸に生まれる。青木槐三の聞き取りでは、1879年（明治12年）に高知県から船で上京したという。美會神学校（後の青山学院）を経て、帝国大学工科大学土木学科に進む。在学中より日本鉄道（東北本線）の黒磯駅 - 白河駅建設に関与した。1889年（明治22年）帝国大学卒業後は鉄道技師として九州鉄道に入社し、長崎本線の佐賀駅付近の建設に従事した。1893年（明治26年）11月、逓信省鉄道局に移り、敦賀出張所や福井出張所で北陸本線の建設を担当。1899年（明治32年）6月から1902年（明治35年）まで欧米に派遣され、帰国後は金沢出張所長ののち、鉄道局設計課に勤務した。
1906年（明治39年）、南満洲鉄道株式会社（満鉄）創立とともに初代後藤新平総裁のもとで唯一の技術系理事となり、狭軌から標準軌への改軌などに従事。1908年（明治41年）、後藤が退任し、中村是公が総裁になると副総裁となり、1913年（大正2年）、内務大臣の原敬を中心とする立憲政友会の干渉により中村総裁ともども退任。原敬に送り込まれた政友会系の野村龍太郎総裁、伊藤大八副総裁が創業以来の唯一の理事犬塚信太郎の激しい抵抗で退任に追い込まれると、陸軍出身の中村雄次郎総裁の下で1914年（大正3年）7月、再び副総裁に任ぜられる。
1917年（大正6年）7月から1919年（大正8年で）4月まで満鉄理事長（総裁にあたる）を務めた。 
1920年（大正9年）5月、第14回衆議院議員総選挙に高知県第4区で政友会から立候補して当選。1924年1月の政友会分裂・衆議院解散時には政友会に残留したが、第15回衆議院議員総選挙には立候補せず、政界を退いた。
1926年（大正15年）7月から1929年（昭和4年）6月まで帝国鉄道協会会長。
1928年（昭和3年）、朝鮮京南鉄道（朝鮮の私鉄）会長。
1937年（昭和12年）10月1日に発足した日本通運の初代社長となり、1940年（昭和15年）2月まで務める。また、母校の青山学院の理事（院長事務取扱）や、多摩帝国美術学校（現・多摩美術大学）の理事長を務めた。
1953年（昭和28年）11月26日、千葉県市川市の自宅で脳溢血により死去。
温厚な人柄で、満鉄時代には「お父さん」と呼ばれ親しまれた。

## エピソード
晩年の国沢に取材した青木槐三によると、国沢が鉄道に関心を持ったのは16歳で上京した際に毎日のように新橋停車場に出かけて列車を眺めていたとき、到着した機関車が向きを変えて出発していくのを疑問に思ったことが始まりだったという。
1908年、満鉄本線（大連駅 - 長春駅）の標準軌への改修が完了すると、それまで運行していた狭軌の車両は不要となり、日本本土に送り返されることになった。関係者の車両への愛着は深く、周水子駅で前代未聞の車両の送別会が行なわれた。担当理事の国沢は声涙共に下る送別の辞を述べた。

## 栄典
- 1897年（明治30年）11月30日 - 従六位[8]

## 親族
- 妻 国沢清（きよ、野尻邦基二女）[9]